# SecureList
SecureList (securelist.com) — веб-портал, который представляет собой энциклопедию о вирусах, многочисленных уязвимостях в операционных системах и программном обеспечении, спаме, блокировщиках, хакерских атаках, фишинге и прочих зловредных объектах, которые могут нарушить работу компьютера или украсть важную информацию и не только.

## Описание
SecureList предлагает многочисленные материалы по борьбе с вирусами, вредоносными программами и мошенниками в Интернете, а также советы, как заранее подготовиться и не попасться на «удочку» к ним. На веб-портале присутствует статьи, написанные высококвалифицированными специалистами в области IT, к примеру, как обезвредить блокеры Microsoft Windows, обезопасить себя в социальных сетях, препятствовать мошенничеству в спаме, предотвратить действия инсайдера.
Администрация SecureList ежемесячно публикуют долю спама в почтовом трафике и рейтинг самых популярных вирусов.
SecureList ведет свой собственный блог, аналитику рынка и предоставляет детальное описание вирусов. Сайт поддерживает RSS-ленту, имеет удобный поиск, а также есть возможность подписаться на e-mail-рассылку.

## Alexa Internet
- По статистике Alexa.com на 7 октября 2010 года, сайт SecureList находится на 1502 месте по посещаемости в России[1].

## Примечание
1. ↑  securelist.com. Alexa (2010). Дата обращения: 7 октября 2010. Архивировано из оригинала 1 июля 2012 года.